# 吳麗芝
吳麗芝（德語：Sr. Edmara Ulrich, SSpS，1934年1月2日—2025年3月3日），瑞士人，聖神婢女傳教會修女，長年在臺灣山區作醫療、接生服務。

## 生平
依吳麗芝修女的訃文是1934年1月2日生，原名Emma Agatha Ulrich，1965年1月6日發願修道。
1953年末，聖神婢女傳教會在新竹市北大路設立修院、若瑟診所，展開醫療服務。1965年，吳麗芝從瑞士被教會指派至臺灣。吳麗芝具有醫療專業及國際紅十字會接生證書。在新竹期間，她就與孫炳善、蔣坤儀、蔣冰清等常帶著聽診器和藥箱去各地診斷。如新竹縣民何錦石在幼時就由吳修女治療過，成年後曾去奮起湖看望她。
1992年，吳麗芝調往嘉義縣奮起湖。她在當地負責屬於輕病的原住民及漢族病人，早期還為村中婦女接生。2011年1月8日，內政部移民署副署長何榮村看望同屬聖神婢女傳教會的修女鄧迪德、吳麗芝，並為吳麗芝慶生。
吳麗芝在暮年時回到歐洲，於2025年3月3日在德國聖神會院辭世。

## 外部連結
- 吳麗芝修女訃文的Facebook專頁